# 鄣
鄣（しょう）は、春秋時代の諸侯国。国君は姜姓。国都は鄣（現在の山東省泰安市東平県接山鎮鄣城村の鄣城故城）。建国の君主は斉の初代君主の太公呂尚の支孫。後に紀に服属した。南宋の鄭樵の『通志』によると鄣は斉により滅んだ。